# Port lotniczy Qiqihar
Port lotniczy Qiqihar (IATA: NDG, ICAO: ZYQQ) – port lotniczy położony w Qiqihar, w prowincji Heilongjiang, w Chińskiej Republice Ludowej.

## Linie lotnicze i połączenia
| Linia Lotnicza          | Kierunek                                         |
| ----------------------- | ------------------------------------------------ |
| Air China               | 1. Pekin 2. Pekin-Daxing                         |
| China Eastern Airlines  | 1. Dalian 2. Jinan 3. Qingdao 4. Szanghaj-Pudong |
| China Express Airlines  | 1. Tiencin                                       |
| China Southern Airlines | 1. Guangzhou 2. Shenyang                         |
| China United Airlines   | 1. Pekin-Daxing                                  |
| Shandong Airlines       | 1. Qingdao                                       |